# História de Albufeira

## Primeiras civilizações
Desconhecem-se na realidade as origens de Albufeira, mas tudo nos leva a crer que a região já seria povoada em tempos pré-históricos e que o local onde hoje se ergue a cidade teria sido, alguns séculos antes da nossa era, uma importante povoação com o seu porto marítimo. Pensa-se que tenha existido uma albufeira na zona baixa da cidade, em torno da qual se fixaram as populações.

## Período fenício, grego e cartaginês
Formação
Nome: ?
O contacto com os Fenícios, os Gregos e os Cartaginenses, ensinaram aos  habitantes o alfabeto, a utilização da moeda e a conservação dos alimentos  através do sal.

## Período romano e visigótico
Formação
Nome: Baltum
Ocupada numa primeira fase pela civilização Romana, o seu nome  inicial era Baltum. Este povo introduziu o conceito de organização  administrativa e desenvolveu uma intensa atividade agrícola, mineira e  comercial. Construiu ainda aquedutos, estradas e pontes, dos quais ainda  existem alguns vestígios.

## Período árabe
Densificação Urbana (século VIII (716) - século XIII (1250)
Nome: Al-Buhera
As trocas comerciais marítimas com o norte de África levaram a uma  ocupação gradual dos povos Mouros em toda a região os Árabes (nomeadamente o comércio de frutos secos e da carne), que ocuparam em 716. O nome de Albufeira provém  do árabe Al-Buhera, que significa "pequeno lago/lagoa", nome que poderá estar  ligado ao facto da existência de uma fortificação no alto do rochedo que  dominava a lagoa existente na parte baixa da vila. Foram ainda os árabes que  desenvolveram notavelmente a agricultura, verificando-se a introdução de novas  culturas, instrumentos e técnicas, tais como charruas, noras para elevação de  águas e utilizaram, pela primeira vez o adubo.  

## Período cristão - Reconquista
Estruturação urbana (século XIII - século XV)
Nome: Al-Buhera
Foi a partir do final do séc. XII que se iniciou a conquista cristã da  região. Após décadas de conflitos e um cerco final apertado, a tomada da vila  aos mouros deu-se definitivamente em 1249 com os Cavaleiros da Ordem de  Santiago no reinado de D. Afonso III, e doada à Ordem Militar de Aviz,  tornando-a assim parte do reino de Portugal e dos Algarves.

## Da Renascença à Restauração
Desenvolvimento Urbano (século XV - finais do século XVII)
Nome: Albufeira
A 20 de Agosto de  1504 (data em que se comemora o feriado municipal) D. Manuel I concedeu o Foral  à Vila de Albufeira, sendo regida pelas leis do resto do país.